# John Layard
John Willoughby Layard (Londra, 27 novembre 1891 – Oxford, 26 novembre 1974) è stato un antropologo e psicologo britannico.

## Biografia
Layard è nato a Londra. è il figlio dello scrittore e saggista George Somes Layard e di sua moglie Eleanor. Crebbe a Malvern, nel Worcestershire e poi, nel 1902 a Bull's Cliff, Felixstowe. Ha svolto la sua istruzione secondaria alla Bedales School. Si stabilì quindi nel Suffolk, a Ipswich, dove visse insieme a sua zia, Nina Frances Layard, poetessa e archeologa, che ebbe una grande influenza su di lui. Con sua madre Eleanor, ha aiutato e talvolta accompagnato sua zia nei cantieri paleolitici nella regione di Ipswich, e grazie a lei ha incontrato A. C. Haddon, professore a Cambridge. Sua zia mantenne anche i contatti con i professori William Ridgeway e Thomas McKenny Hughes, o Wynfrid Laurence Henry Duckworth. John Layard studiò in Germania nel 1909 e nel 1910. Vi incontrò, grazie a sua zia, il chirurgo imperiale Leopold Pfeiffer che aveva scritto un libro sulla paleoetnografia.

## Dall'università alle Nuove Ebridi
John Lyard ha studiato al King's College di Cambridge. Ha conseguito una laurea in linguistica moderna ma era più interessato all'antropologia. Nel 1914 accompagna l'antropologo William Rivers in una spedizione scientifica alle Nuove Ebridi, l'attuale Vanuatu. Il professor A. C. Haddon e alcuni dei suoi studenti come A. R. Radcliffe-Brown e Bronislaw Malinowski li hanno accompagnati. Layard e Rivers hanno attraversato le Nuove Ebridi e poi si sono fermati nell'arcipelago di Atchin, a nord-est di Malakula.
Dapprima la gente dell'isola li accolse freddamente; Rivers ha deciso di continuare la spedizione poiché Lyard è rimasto per un anno immerso in questa cultura locale, imparando e scrivendo la lingua locale, compilando i suoi miti, leggende e storia orale. Questa società primitiva eresse monoliti e pietre; Layard ha visto in essa un altro esempio dei tipi di società che formano le indagini di sua zia. Contrariamente alle abitudini degli antropologi di quel tempo, che rimasero solo per qualche tempo nelle culture, senza immergersi completamente in esse, John Layard, ma anche Bronisław Malinowski, che in seguito avrebbe usato il funzionalismo (sociologia) in antropologia, allora interessato a le Isole Trobriand della Nuova Guinea, furono i primi antropologi a basare il loro metodo sulla nozione più tardi nota come "osservazione partecipante".

## Scoperta della psicoterapia
Il fratello di John Layard, Peter Clement Layard, prestò servizio in Francia e fu ucciso nel 1918. Layard soffrì e dovette sottoporsi a psicoterapia. John si interessò quindi alla nascente psicoterapia e si recò a Vienna nel 1926, poi a Berlino dove si unì alla cerchia di David Ayerst e dei suoi colleghi scrittori inglesi. Tornò quindi a Oxford e conobbe il circolo guidato da Mansfield Forbes. Lì incontrò Doris Dunn che sposò e con la quale ebbe un figlio, Richard Layard.

## Stone Men of Malekula
John tornò all'antropologia, pubblicando nel 1942 la sua opera principale: Stone Men of Malekula. In origine, doveva essere il primo di una serie in tre volumi riguardante l'arcipelago di Malakula, costituito dalle isole di Vao, Atchin e Rano. Alla fine, questo lavoro divenne l'unica monografia sul suo materiale etnografico raccolto nelle Nuove Ebridi, sebbene continuò a farvi riferimento durante le sue pubblicazioni psicoterapeutiche. Ha raccolto e poi inviato diversi manufatti da Vanuatu al Museo di Archeologia e Antropologia, ma anche a sua zia Nina, che ne ha donati alcuni all'Ipswich Museum dove possono essere osservati. Il manoscritto del suo lavoro su Atchin esiste, ma non è stato ancora pubblicato, per ragioni sconosciute. Layard aveva un carattere difficile e amava i soldi. È possibile che nessuna casa editrice avrebbe potuto considerare di accettare le sue richieste.

## L'analisi dei sogni e degli archetipi
Nel 1944 Layard pubblicò un lavoro sull'analisi dei sogni, The Lady of the Hare, nel 1944, ripercorrendo una serie di sessioni di terapia analitica condotte su una famiglia inglese nel 1940. Tuttavia, il suo coinvolgimento in questo ambiente familiare venne a disturbarlo ulteriormente; la prima parte del suo lavoro analizza questo aspetto mentre la seconda esplora le immagini oniriche, da una prospettiva junghiana, concentrandosi in particolare sugli archetipi. I motivi della lepre e del coniglio, legati al tema del sacrificio, lo interessavano nello specifico. Ha analizzato i miti di varie culture in relazione a queste immagini, utilizzando il metodo junghiano noto come "amplificazione".

## Lavoro con Carl Jung
John Layard ha lavorato con lo psichiatra svizzero Carl Gustav Jung mentre continuava la sua psicoterapia. Venne a Zurigo nel 1940 e accompagnò Jung nel suo lavoro. Ha partecipato a numerose conferenze, poi agli “Eranos Days”, alto luogo di incontri per psicologi analitici. Dopo la morte di Jung, Layard ha approfondito alcuni studi dalla prospettiva junghiana, in particolare con il suo libro Virgin Archetype che analizza l'archetipo della vergine all'interno di varie culture e religioni. Layard ha concentrato il suo lavoro principalmente sull'endogamia e sui riti matrimoniali nelle culture. Mostra che le produzioni mitiche delle società primitive sono una trasfigurazione di desideri e impulsi moralmente proibiti (tabù). Nel suo libro The Psychology of Transference, CG Jung fa riferimento al suo lavoro, riguardante l'archetipo ermafrodito: "John Layard considera la tendenza endogama incestuosa come un istinto autentico che, quando la concretizzazione nella carne è rifiutata, si realizza sul piano della mente. (...) l'ordine endogamico nasconde in esso un fine spirituale latente ... il desiderio primario (proibito) può essere soddisfatto nella sfera divina dove si muovono gli dei e semidei, gli eroi civilizzatori (...). Questa è molto probabilmente la base delle prerogative reali relative all'incesto, di cui l'antico Egitto ci fornisce eloquenti esempi - ...). Quindi è con una buona ragione che Layard ne parla a questo proposito di "interiorizzazione attraverso il sacrificio".

## Pubblicazioni
- Stone Men of Malekula: Vao (Chatto and Windus, Londres, 1942).
- The Lady of the Hare, A Study in the Healing Power of Dreams (Faber and Faber, Londres, 1944).
- Celtic Quest: Sexuality and Soul in Individuation. Revised Edn. (Spring Publications, 1985). Published posthumously under separate editorship.
- The incest Taboo and the Virgin Archetype (1945)
- Maze-Dances And The Ritual Of The Labyrinth in Malekula, Folklore. 47(2). 1936. pp. 123-170.
- Labyrinth Ritual In South India: Threshold And Tattoo Designs, Folklore. 48(2). 1937. pp. 115-182.